# Malmö by bike

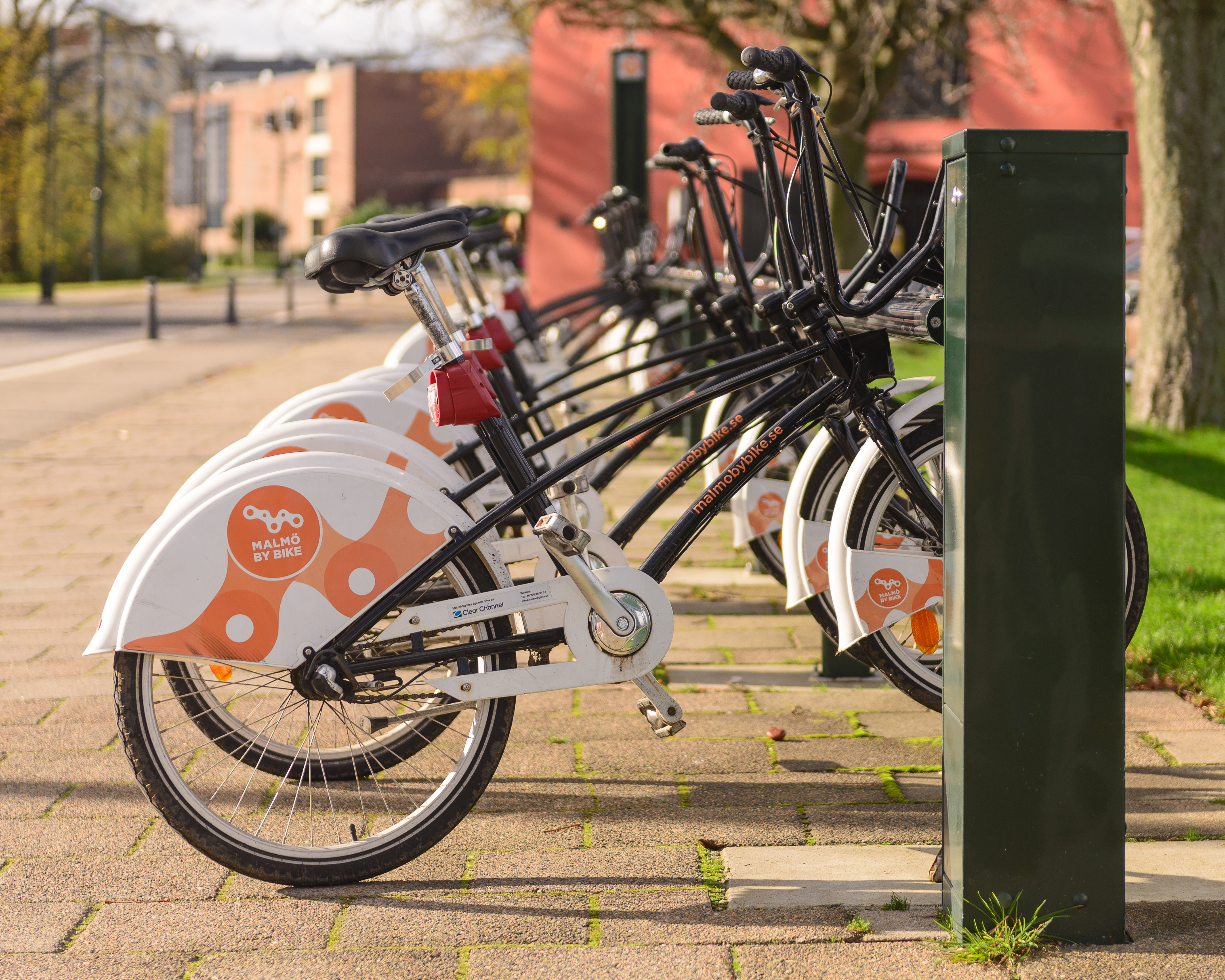
Cykelställ på Malmöhusvägen.

Malmö by bike är ett projekt för lånecyklar i Malmö, i samarbete mellan Malmö stad och Clear Channel. Systemet öppnar den 14 maj 2016 med 50 stationer i centrala Malmö.  Projektet finansieras av intäkterna från cyklisterna som använder systemet och reklam som finns på cyklarna och vi cykelställen. Clear Channel driver sedan 2006 även lånecykelsystemet Stockholm City Bikes.

## Lånesystemet
För att man ska kunna låna en cykel behöver man ett cykelkort för antingen 365 dagar, 72-timmar eller 24-timmar. Cykelkort kan man köpa på Malmö by bikes hemsida, eller på en av betalstationerna på cykelstationen om man köper 72- eller 24-timmars kort. 
Man kan låna en cykel 1 timme i taget, och man kan lämna dem i vilket ställ som helst. Cykeluthyrningen är öppen dygnet runt året runt.